# أندريه ميلينديز
أندريه ميلينديز (بالإنجليزية: Andre Melendez)‏ هو مهرب مخدرات أمريكي، ولد في 1 مايو 1971 في كولومبيا، وتوفي في 17 مارس 1996.